# ギャップ効果
ギャップ効果(Gap effect)とは、同時に起こりえないある二つの関連した事象において、先に起きた事象に対しての感情と、後に起こった事象に対しての感情にギャップがあった場合に、そのギャップによって後の感情は独立して起こるよりもなぜか強調されて感じるというもの。つまり、前の感情から後の感情への傾きが大きければ大きい程、感情が移動する際に加速度がついて、大げさに感じるのである。
また、感情の傾きが大きいほど後の感情が操作されるということは、二つの感情の差分以上に二つの事象の時間間隔が重要となってくる。つまり、短い間隔で起きた関連した事象の方が本来の感情よりもより強調される。逆に言えば、長い間隔をおいて起きた事象は、たとえ密接に関連していても人の感情に及ぼす影響は小さくなってしまうということである。